# Val de Bagnes
Val de Bagnes (v německy mluvícím prostředí známé také jako Bangital nebo Baniental) je horské údolí ve Walliských Alpách, nacházející se ve střední části švýcarského kantonu Valais. 

## Geografie

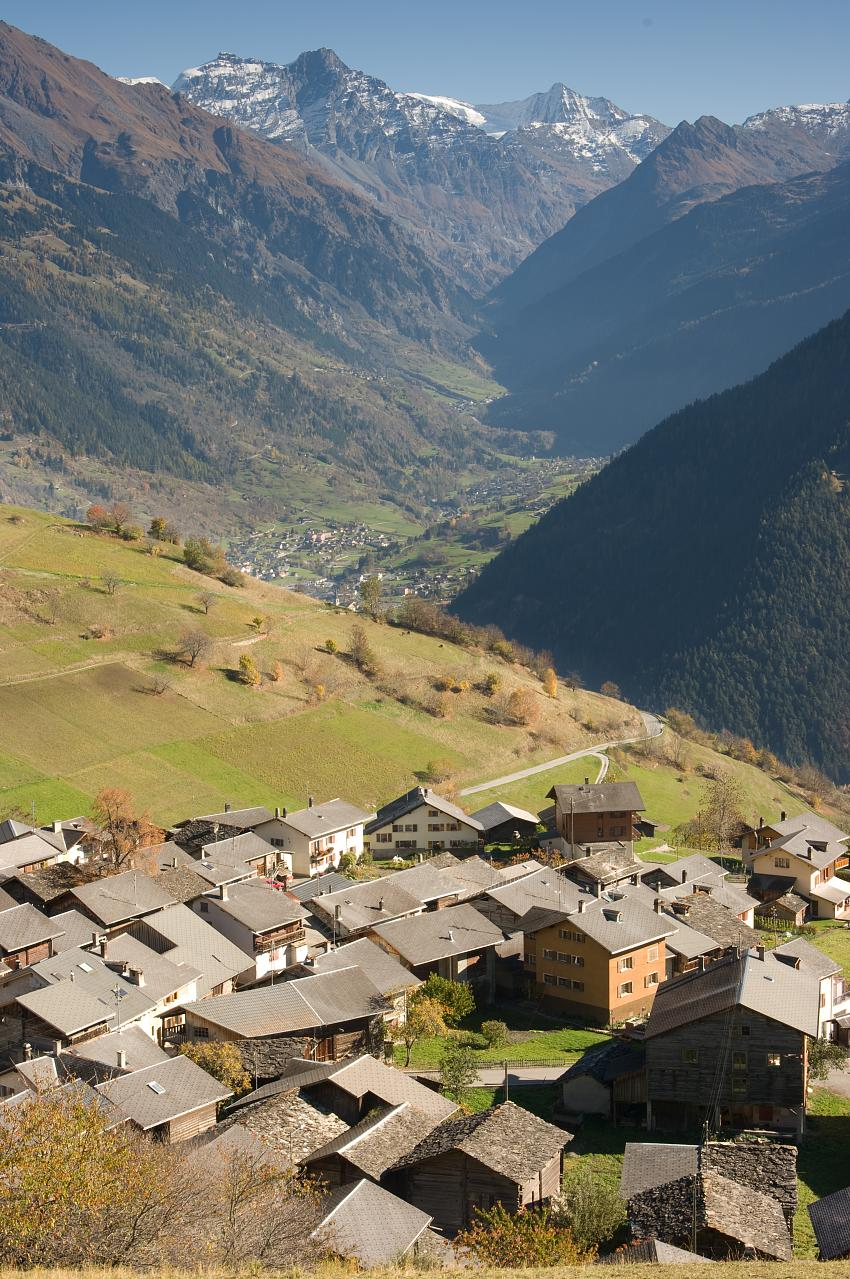
Pohled do údolí Val de Bagnes (v pozadí) z okolních výšin

Údolím protéká řeka Dranse de Bagnes. V horní části údolí se nachází jezero Lac de Mauvoisin a na jižním konci údolí ledovec Glacier de Fenêtre a horská chata Cabane de Chanrion. Z údolí Val de Bagnes se přes Fenêtre de Durand v pohoří Grand Combin lze dostat do údolí Aosty. U Sembrancheru údolí Val de Bagnes přechází v údolí Val d’Entremont.

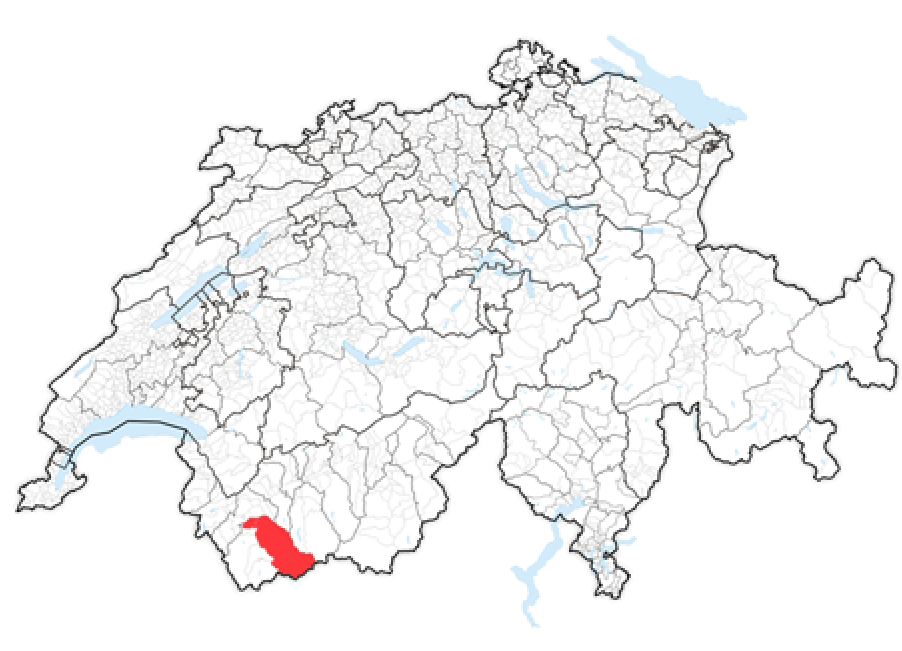
Poloha údolí v rámci Švýcarska

Nejvýznamnější horské vrcholy v údolí Val de Bagnes jsou:
- Grand Combin (4314 m n. m.)
- La Ruinette (3875 m n. m.)
- Mont Blanc de Cheilon (3870 m n. m.)
- Petit Combin (3663 m n. m.)
- Mont Gelé (3518 m n. m.)
- Pointe d’Otemma (3403 m n. m.)
- Rosablanche (3336 m n. m.)
- Mont Avril (3346 m n. m.)

### Sídla
Obcemi v údolí Val de Bagnes jsou Bruson, Champsec, Cries (Vollèges), Fionnay, Le Châble, Levron, Lourtier, Sarreyer, Vens (Sembrancher), Verbier, Versegères, Villette a Vollèges.

## Historie

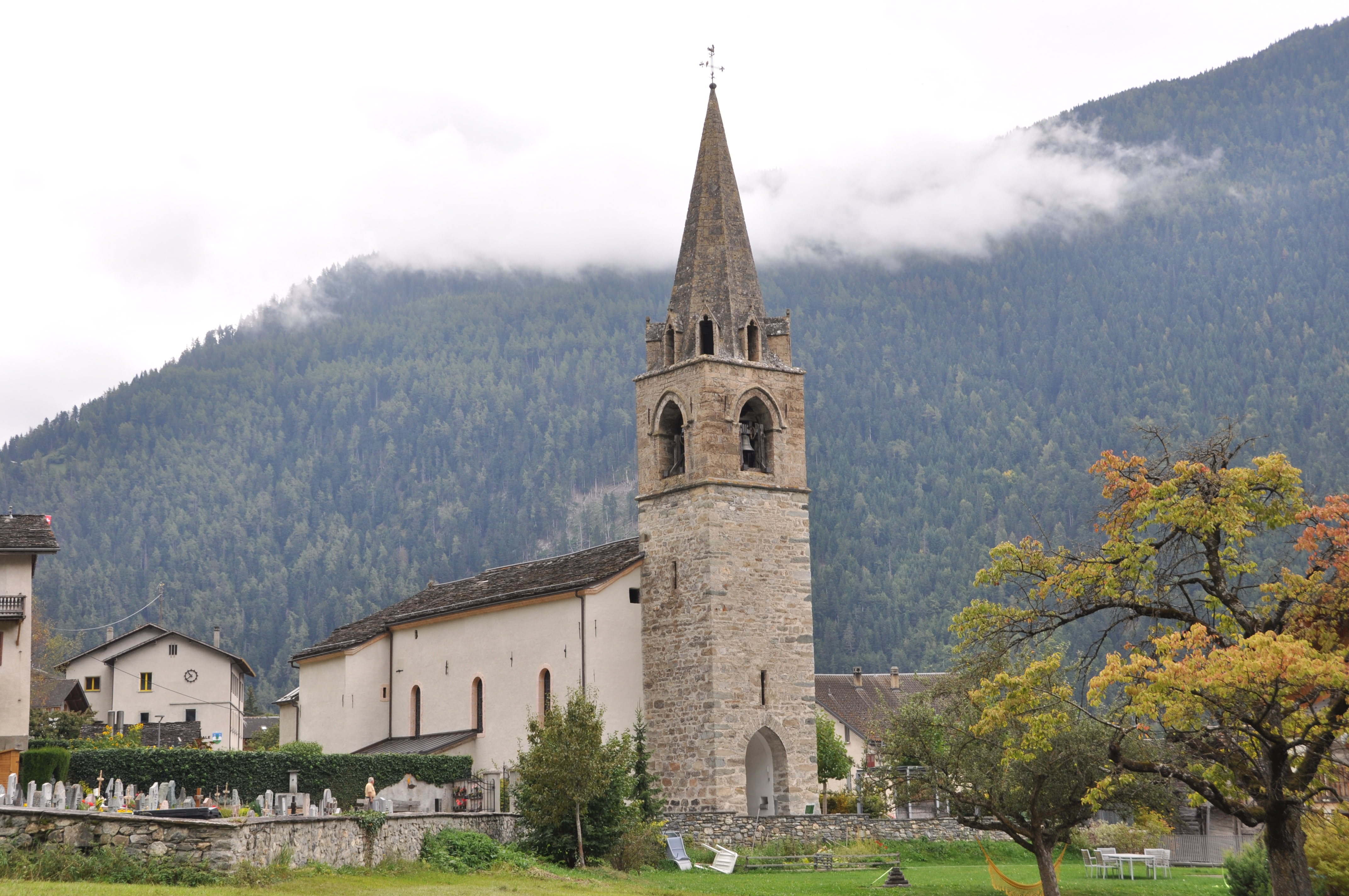
Farní kostel ve Vollèges

Na vyšších svazích byly objeveny stopy po táborech lovců a sběračů z 8. tisíciletí př. n. l. a pravidelné osídlení Alp je zde doloženo již v neolitu. V údolí byly nalezeny také neolitické pohárové kameny a pohřebiště z doby bronzové a římské. Rané osídlení lze pravděpodobně vysvětlit přechodem Col de Fenêtre do údolí Aosty, který byl po dlouhou dobu přinejmenším stejně hojně navštěvován jako Velký Svatý Bernard.
V roce 1150 je údolí zmiňováno jako Banie v listině dokládající udělení části práv savojského hraběte Humberta III. na část Bagnes a Octiet (Etiez) opatství Saint-Maurice. Darovací listina byla stranami vykládána různě. Nakonec opatství získalo zástavy, jurisdikci a právo pastvy; savojským hrabatům zůstala pozemková renta, vojenská zástava a služebnost pro hrad Chillon. Údolí nepřešlo celé na opatství, které postupně získalo zpět své panství: v roce 1294 odkoupilo zpět část práv, která držel v léno rod de Bagnes. V roce 1340 získalo od Montheolů další práva, v roce 1341 výměnou s pány z Liddes panství Vollèges, v roce 1366 panství Bagnes a v roce 1462 zboží z osady Montagnier.
Po bitvě u Planta v roce 1475 vytlačili povstalci z horního Valais savojského vévodu z dolního Valais. Pravděpodobně tehdy také zničili hrad Verbier. Po tomto vítězství došlo ke střetu zájmů mezi opatem ze Saint-Maurice a biskupem ze Sionu: ten chtěl získat zpět svá práva nad celým Valais a neuznal savojské darování údolí Val de Bagnes opatství Saint-Maurice. Konflikt vyřešily až dva papežské výnosy v roce 1501 ve prospěch opatství.
Horní část údolí patřila šlechtickým rodům z údolí Aosta. V roce 1515 vypukly potyčky mezi obyvateli údolí Val de Bagnes a lidmi z údolí Aosta o alpskou pastvinu Grand Chermontane World Icon. Komisaři sedmi Zenden, kteří se sešli v Sembrancheru, v původním rozhodnutí přidělili alpské pastviny lidem z údolí Aosty. Protože však neuznali svrchovanost sionského biskupa, kantonální rada Valais alpu zabavila ve prospěch Bagnarů. Ti měli na oplátku v případě války střežit Col de Fenêtre.
V roce 1565 prodalo opatství Saint-Maurice svá práva na komendy lidem z údolí. Jejich užívání umožnilo údolní obci postupně splácet poplatky z nich. V roce 1745 se Bagnardi pokusili toto umořování urychlit a přimět opata, aby se svých práv vzdal. Horní Valy však zasáhly a údolní lidé se museli podřídit. V roce 1798 skončila světská vláda biskupa nad údolím Val de Bagnes. V roce 1798 také Bagnardi naposledy zaplatili své poplatky opatství Saint-Maurice. Konvent potvrdil konec světské vlády opatství nad údolím Val de Bagnes v roce 1807. Od té doby mělo pouze právo jmenovat faráře v Bagnes a Vollèges.
Cestovní ruch zásadně změnil ekonomiku údolí. Na konci 20. století bylo 85 % farem na částečný úvazek. Chov dobytka, ačkoli sotva výnosný, se nadále pěstuje jako charakteristický znak údolí. Známé jsou v této souvislosti zápasy eringerských krav nebo sýr raclette. Od roku 1958 dodává elektrárna Mauvoisin elektrickou energii a v minulosti také zabránila katastrofálním záplavám způsobeným ledovcem Giétroz.

## Turismus

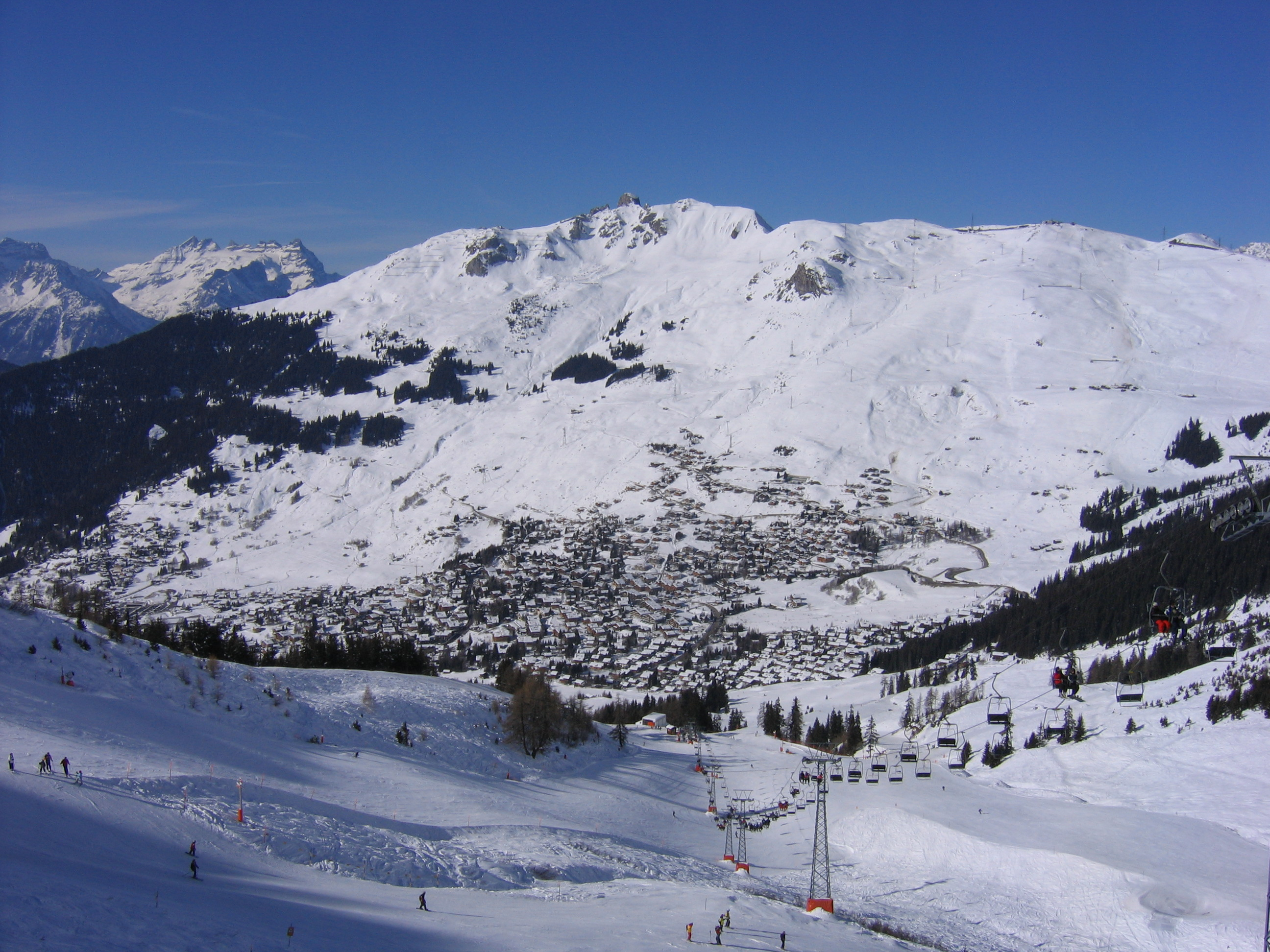
Verbier

Turistický ruch se v údolí Val de Bagnes objevil na konci 19. století. Pro potřeby cestovního ruchu byla realizována řada infrastrukturních projektů, například v roce 1950 byla postavena sedačková lanovka na Médran (zimní turistika); letní turistika začala již v roce 1890 ve Fionnay, poté také v Brusonu a Verbier.